# Wilma Stockenström

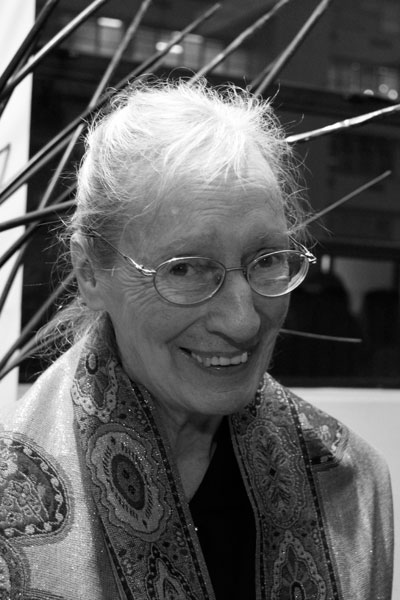
Wilma Stockenström

Wilhelmina Johanna „Wilma“ Stockenström (* 7. August 1933 in Napier) ist eine südafrikanische Schriftstellerin, Übersetzerin und Schauspielerin. Sie schreibt auf Afrikaans und erhielt zahlreiche südafrikanische Literaturpreise.

## Leben
Stockenström wurde in Napier geboren, wo sie auch die High School besuchte. Sie studierte an der Universität Stellenbosch und erwarb 1952 einen Bachelor of Arts im Fach Schauspiel. Sie arbeitete ein Jahr in Kapstadt als Rundfunksprecherin, bevor sie den estnischen Philologen Ants Kirsipuu heiratete und mit ihm in Pretoria lebte, wo sie vor allem als Übersetzerin arbeitete. 1983 übersetzte J. M. Coetzee ihren 1981 erschienenen Kurzroman Die kremetartekspedisie unter dem Titel The expedition to the baobab tree ins Englische. Das Buch wurde ebenfalls ins Deutsche übersetzt. Stockenström trat unter anderem in Fernsehserien wie Die besoeker als Schauspielerin auf. Seit 1993 lebt sie wieder in Kapstadt. 2003 starb ihr Ehemann.
Stockenströms „literarische Stimme“ wird als „satirisch, dickköpfig und anteilnehmend“ beschrieben. Ihre Originalität und ihr unkonventioneller Umgang mit der Sprache wurden gelobt.

## Auszeichnungen
- 1977: Hertzogprys für Poesie für Van vergetelheid en van glans
- 1977: CNA Literary Award für Monsterverse
- 1988: Prezzo Grinzane Cavour für Spedizione al Baobab
- 1991: Hertzogprys für Drama für Abjater wat so lag
- 1991: Hofmeyrprys für Abjater wat so lag
- 2008: SALA Literary Life Time Award

## Werke

### Poesie
- 1970: Vir die bysiende leser. Reijger, Cape Town.
- 1973: Spieël van water. Human & Rousseau, Cape Town.
- 1976: Van vergetelheid en van glans. Human & Rousseau, Cape Town.
- 1984: Monsterverse. Human & Rousseau, Cape Town.
- 1988: Die heengaanrefrein. Human & Rousseau, Cape Town.
- 1994: Aan die Kaap geskryf. Human & Rousseau, Cape Town.
- 1999: Spesmase. Human & Rousseau, Cape Town.
- 2007: Die Stomme Aarde: ’n Keur. Human & Rousseau, Cape Town.
- 2007: The Wisdom of Water: A Selection. Übersetzt von Johann de Lange, Human & Rousseau, Cape Town.
- 1988/2011: Skoelapperheuwel, skoelappervrou. Omboni, New York, Pretoria.

### Prosa
- 1976: Uitdraai. Human & Rousseau, Cape Town.
- 1979: Eers Linkie dan Johanna. Human & Rousseau, Cape Town.
- 1981: Die kremetartekspedisie. Human & Rousseau, Cape Town.
  - 1983: The Expedition to the Baobab Tree. Übersetzt von J. M. Coetzee, Human & Rousseau, Cape Town.
  - 1987: Denn der siebte Sinn ist der Schlaf. Arche, Zürich.
  - 1988: Denn der siebte Sinn ist der Schlaf. Volk und Welt, Berlin.
- 1987: Kaapse rekwisiete. Human & Rousseau, Cape Town.
- 1991: Abjater wat so lag. Human & Rousseau, Cape Town.

### Drama
- 1971: Dawid die dik dom kat: ’n kindertoneelstuk. DALRO, Johannesburg.
- 1971: Trippens se patatta. DALRO, Johannesburg.
- 1978: Laaste middagmaal. Taurus, Johannesburg.

## Filmografie
- 1972: Vlug van die Seemeeu
- 1977: Die besoeker/The Guest: An episode in the Life of Eugène Marais
- 1990: The Fourth Reich
- 1992: Die Storie van Klara Viljee
- 1993: Friends
- 1993: Djadje – Last Night I Fell Off a Horse
- 2002: Promised Land: Mart